# Erhard Fappani
Erhard Fappani (9 ottobre 1936 – 22 febbraio 1999) è stato un pittore svizzero.